# Іст-Лампітер Тауншип (округ Ланкастер, Пенсільванія)
Іст-Лампітер Тауншип (англ. East Lampeter Township) — селище (англ. township) в США, в окрузі Ланкастер штату Пенсільванія. Населення — 17 776 осіб (2020).

## Демографія
Згідно з переписом 2010 року, у селищі мешкали 16 424 особи в 6413 домогосподарствах у складі 4379 родин. Було 6760 помешкань
Расовий склад населення:
| - 85,6 % — білих - 4,7 % — чорних або афроамериканців - 4,1 % — азіатів - 0,2 % — корінних американців - 3,4 % — осіб інших рас |

До двох чи більше рас належало 2,0 %. Частка іспаномовних становила 9,1 % від усіх жителів.
За віковим діапазоном населення розподілялося таким чином: 24,2 % — особи молодші 18 років, 60,9 % — особи у віці 18—64 років, 14,9 % — особи у віці 65 років та старші. Медіана віку мешканця становила 38,2 року. На 100 осіб жіночої статі у селищі припадало 95,3 чоловіків;  на 100 жінок у віці від 18 років та старших — 93,9 чоловіків також старших 18 років.
Середній дохід на одне домашнє господарство  становив 70 742 долари США (медіана — 55 247), а середній дохід на одну сім'ю — 78 227 доларів (медіана — 62 995). Медіана доходів становила 41 862 долари для чоловіків та 36 487 доларів для жінок. За межею бідності перебувало 11,9 % осіб, у тому числі 20,3 % дітей у віці до 18 років та 5,7 % осіб у віці 65 років та старших.
Цивільне працевлаштоване населення становило 8880 осіб. Основні галузі зайнятості: освіта, охорона здоров'я та соціальна допомога — 20,4 %, виробництво — 17,0 %, роздрібна торгівля — 14,2 %.